# Melrose Peak
Der Melrose Peak ist ein Berg in der antarktischen Ross Dependency. Er ragt rund 6,5 km südlich des Peters Peak im zentralen Teil der Holyoake Range in den Churchill Mountains auf.
Der United States Geological Survey kartierte ihn mittels Tellurometermessungen und mithilfe von Luftaufnahmen der United States Navy zwischen 1960 und 1962. Das Advisory Committee on Antarctic Names benannte ihn 1966 nach Robert L. Melrose, Meteorologe des United States Antarctic Research Program auf der Hallett-Station zwischen 1963 und 1964.